# Milton (circonscription fédérale)
Pour les articles homonymes, voir Milton.
Circonscription électorale fédérale du Canada
Milton est une circonscription électorale fédérale en Ontario.

## Circonscription fédérale
Située au sud-ouest de Toronto, la circonscription consiste en une partie de la municipalité régionale de Halton, incluant la ville de Milton et une partie de la ville de Burlington.
Les circonscriptions limitrophes sont Mississauga—Streetsville, Wellington—Halton Hills, Mississauga—Erin Mills,  Oakville-Nord—Burlington et Flamborough—Glanbrook.  
À la suite du découpage de la carte électorale de 2022, la circonscription sera abolie dans deux nouvelles circonscriptions soit Burlington-Nord—Milton-Ouest et Milton-Est—Halton Hills-Sud.  

### Résultats électoraux
|       | Candidat       | Parti             | # de voix | % des voix |
|       | (X) Lisa Raitt | Conservateur      | +22 378,  | 45,38 %    |
|       | Azim Rizvee    | Libéral           | +19 940,  | 40,44 %    |
|       | Alex Anabusi   | NPD               | +05 366,  | 10,88 %    |
|       | Mini Batra     | Vert              | +01 131,  | 2,29 %     |
|       | Chris Jewell   | Parti libertarien | +00493,   | 1 %        |
| Total | Total          | Total             | 49 308    | 100 %      |

### Historique
| Législature                                                               | Années       | Député | Député             | Parti        |
| ------------------------------------------------------------------------- | ------------ | ------ | ------------------ | ------------ |
| Milton issue d'une partie de Halton avant 2015                            |              |        |                    |              |
| 42e                                                                       | 2015–2019    |        | Lisa Raitt         | Conservateur |
| 43e                                                                       | 2019–2021    |        | Adam van Koeverden | Libéral      |
| 44e                                                                       | 2021–Présent |        | Adam van Koeverden | Libéral      |
| dissoute dans Burlington-Nord—Milton-Ouest et Milton-Est—Halton Hills-Sud |              |        |                    |              |

## Circonscription provinciale
Depuis les élections provinciales ontariennes du 4 octobre 2007, l'ensemble des circonscriptions provinciales et des circonscriptions fédérales sont identiques.
1. ↑  Élections Canada, « Résultats Élection fédérale canadienne de 2021 », sur enr.elections.ca (consulté le 19 février 2022).
2. ↑  Élections Canada, « Résultats Élection fédérale canadienne de 2019 », sur enr.elections.ca (consulté le 3 novembre 2019).